# Губио
Губио (итал. Gubbio) град је у средишњој Италији. Губио је пети по величини град округа Перуђа у оквиру италијанске покрајине Умбрија.
Губио је познат као прави реликт средњовековног урбанизма, будући да је град постављен стратешки на веом стрмој падини, а оба особеност ствара веома занимљиву мрежу градских тргова и улица.

## Природне одлике
Град Губио налази се у средишњем делу Италије, у североисточном делу Умбрије. Град се сместио на веома необичном месту, стрмој падини изнад које се издижу планина Инђино, једна из ланца средишњих Апенина.

## Становништво
Према резултатима пописа становништва 2011. у општини је живело 32.432 становника.
| 1931.  | 1936.  | 1951.  | 1961.  | 1971.  | 1981.  | 1991.  | 2001.  | 2011.  |
| ------ | ------ | ------ | ------ | ------ | ------ | ------ | ------ | ------ |
| 31.471 | 33.727 | 37.302 | 32.857 | 31.434 | 31.961 | 30.792 | 31.616 | 32.432 |

Губио данас има око 38.000 становника (бројчано пети град у округу), махом Италијана. Последњих деценија број становника у граду стагнира.

## Галерија
- Поглед на град са планине
- Градска кућа
- Мала улица старог Губија
- Градски карневал

## Градови побратими
- Тан
- Салон де Прованс
- Вертхајм
- Џесап
- Сасари
- Палми
- Витербо
- Нола